# Josef Farský (malíř)
Josef Farský (5. dubna 1914 Hrubá Horka – 24. dubna 1980 Rožmitál pod Třemšínem) byl český malíř.

## Život
Narodil se v Hrubé Horce v chudé rodině. Měl dvě sestry. Jeho otec pracoval ve vápence. Už jako dítě ve škole za úplatu kreslil výkresy svým spolužákům, aby si mohl ušetřit na vodové barvy. Jeho matka zemřela, když mu bylo sedm let. Otec se pak znovu oženil, ale nová žena děti neměla ráda. Nechávala Josefovi jídlo na chodbě, za dvířky ve spíži. Josef se spolu se sestrami brzy odstěhoval k prarodičům. Dědeček ho vedl ke svému ševcovskému řemeslu, proto ho poslal do učení k Baťovi do Zlína. Josefa však řemeslo netěšilo, toužil po malování. Našel si místo u malířského mistra Bareše v Praze na Žižkově. Vyučil se u něj a pracoval jako malíř pokojů. V Praze se také seznámil se svou budoucí ženou Annou Šourkovou. Vzali se 7. prosince 1940 v kostele ve Starém Rožmitále. Odstěhovali se do Anniny rodné Voltuše. Brzy po svatbě se jim narodilo první dítě – měli spolu tři syny a dceru, další dvě děti zemřely. Během druhé světové války Farský pracoval na pile Jaroslava Pompla a přivydělával si malováním obrázků podle fotek. Z Voltuše se manželé později přestěhovali do Rožmitálu pod Třemšínem, kde Farský pracoval v propagaci a ve skladu podniku Agrostroj. Ve volných chvílích maloval pro sebe i na objednávku. Jeho oblíbenými motivy byla zdejší krajina, rožmitálský zámek, zátiší s houbami nebo lesní skřítci. Maloval také kulisy pro spolek ochotníků výrobního družstva Kovostar ve Starém Rožmitále. Jeho přítelem byl rožmitálský malíř Josef Vimr, s nímž chodil malovat do plenéru. S Vimrem a Václavem Trefilem také společně vystavovali.
Josef Farský zemřel 24. dubna 1980 v Rožmitále pod Třemšínem. Několik jeho obrazů je uloženo v Podbrdském muzeu.